# SUMMA 112

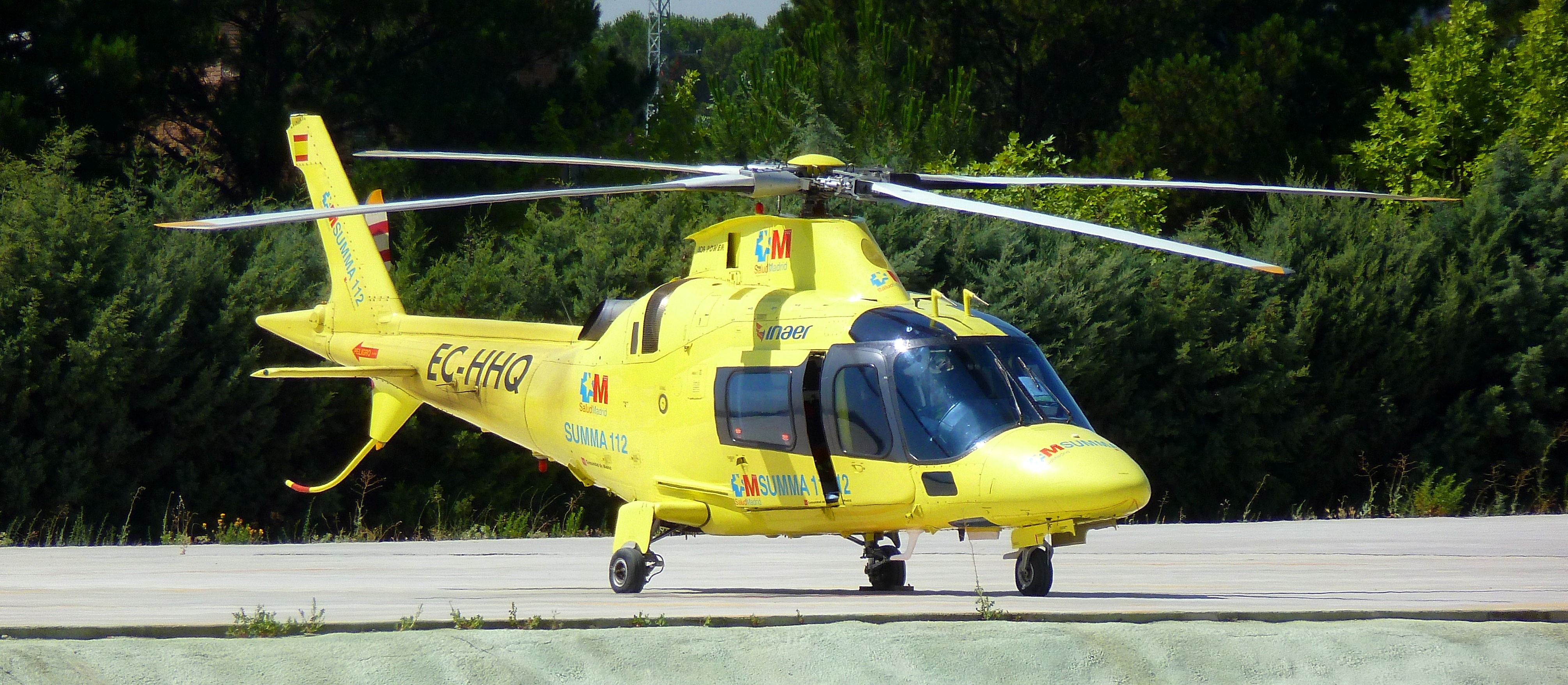
Agusta A-109E Power del SUMMA 112.

El SUMMA 112 (acrónimo de Servicio de Urgencias Médicas de Madrid) es el único estamento que por ley de la Comunidad de Madrid tiene todas las competencias sanitarias en todo el territorio de la Comunidad de Madrid, tanto en urgencias, emergencias y catástrofes, el cual tiene convenios de colaboración con otras instituciones SAMUR, Cruz Roja, Protección Civil, y ayuntamientos en materia de prestación de ambulancias para traslado de pacientes y atención de emergencias sanitarias.
Igualmente mantiene colaboración con los servicios de emergencias de las comunidades autónomas limítrofes, como Castilla y León y Castilla-La Mancha, para actuar en sus territorios en caso de necesidad y viceversa.
Estas competencias también se amplían al rescate acuático, como es el caso del pantano de San Juan y otros, así como en materia sanitaria en colaboración con el cuerpo de Bomberos se la Comunidad de Madrid en su servicio de GERA, rescate en altura y en montaña.
Su base central se encuentra en Madrid, en la calle Antracita n.º 2 bis, aunque el centro operativo está en el Hospital Isabel Zendal.
A pesar de tener la competencias en estas materias en la Comunidad de Madrid, en el término municipal de la ciudad de Madrid, mantiene un convenio con dicho Ayuntamiento para que su servicio municipal SAMUR-Protección Civil sea el encargado de la atención de las emergencias sanitarias en vía pública, comisarías, dependencias públicas y eventos, encargándose el SUMMA 112 en la capital únicamente de la atención en los domicilios.
Por la diferencia de medios existentes y de tiempos de respuesta entre ambos servicios, de la Comunidad de Madrid y del Ayuntamiento de Madrid, existen numerosas quejas respecto del SUMMA 112 en comparación con SAMUR-Protección Civil.
El SUMMA 112 cuenta con:
- 28 UVI Móviles
- 17 Vehículos de Intervención Rápida
- 2 Helicópteros sanitarios
- 30 U.A.D. (Unidad de Asistencia Domiciliaria) Medicina
- 19 U.A.D. Enfermería
- 1 M.I.R. (Módulo Intervención Rápida)
- 2 vehículos de trasplantes
- 1 unidad de neonatos
- 1 vehículo de comunicaciones
- 1 C.U.E. (Centro de Urgencias Especial)

## Historia

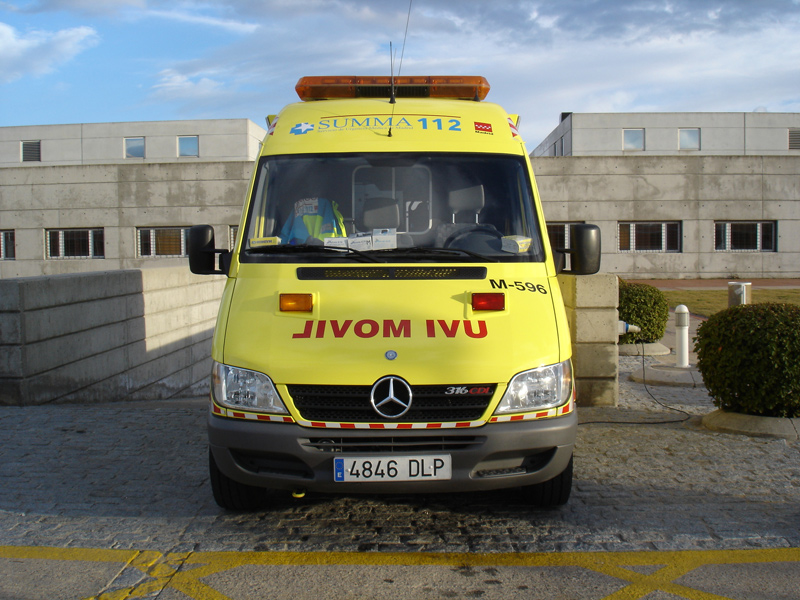
Ambulancia Mercedes-Benz Sprinter.

Los dos servicios de urgencias que ofrecían asistencia sanitaria urgente y de emergencia en la Comunidad de Madrid eran el 061 y el SERCAM.
El 061 se creó a partir del Servicio Especial de Urgencias de Madrid (SEU) en enero de 1964, si bien entonces fue concebido más como un complemento nocturno a la atención ambulatoria que como un auténtico servicio orientado a dar una completa atención urgente, por cuanto limitaba su actividad a la franja horaria desde las 17.00 a las 9.00, así como a los festivos. Su nacimiento constituyó una de las experiencias pioneras en Europa en la implantación de servicios de atención médica urgente extrahospitalaria.
En 1989, el SEU de Madrid fue la estructura administrativa sobre la cual se desarrollaron parte de las acciones necesarias para abordar los problemas recogidos en el informe que elaboró la oficina del Defensor del Pueblo en el año 1988. La aplicación en la Comunidad de Madrid (CM) del Plan Director de Urgencias Sanitarias del INSALUD llevó a la remodelación del SEU, iniciando en 1989 la transferencia a las Áreas de Atención Primaria de los Puntos de Atención Continuada (PAC) prevista en la legislación e incluyendo la creación de un Centro Coordinador de Urgencias (CCU), y la puesta en funcionamiento, en enero de 1990, del teléfono de urgencias sanitarias 061, número asignado por dicho Plan Director como teléfono de urgencias sanitarias.
Desde el año 1989 a 1994 se desplegaron 9 Unidades Móviles de Emergencia (UME) y se consolidó además el SEU - 061 de Madrid como la duodécima Gerencia de Atención Primaria (GAP) del Insalud-Madrid.
En 1994, como consecuencia del análisis interno sobre el presente y futuro de un servicio de esta naturaleza y para adecuar la estructura del Servicio a las demandas de los ciudadanos, el SEU-061 de Madrid inicia un nuevo proceso de transformación que tiene como objetivos mejorar la asistencia sanitaria, centrándola en los aspectos más directamente vinculados con las emergencias y su extensión como teléfono de urgencias para toda la población de la C.M. Las claves del proyecto de transformación consistieron en el aumento del número de UMES hasta 15, en el despliegue de la unidad de atención domiciliaria (UAD) para la atención urgente a domicilio, fuera del horario de funcionamiento de los centros de Atención Primaria en el municipio de Madrid, así como la externalización del transporte sanitario urgente no asistido y la transferencia de 150 trabajadores adscritos a los PACs a las Gerencias de Atención Primaria del Insalud-Madrid.
Desde el año 1996 al 2000, la GAP 061 de Madrid consiguió la Certificación del Sistema de Gestión de la Calidad acorde a la Norma UNE-EN-ISO 9001 para todos sus servicios por AENOR, realizó la primera autoevaluación en el contexto del Modelo EFQM, el nombramiento del personal sanitario adscrito al dispositivo de emergencias (UMEs y Centro Coordinador) como médicos y enfermeros de emergencias según la Resolución de 26 de julio de 1999 de la Presidencia Ejecutiva del INSALUD y comenzó la implantación de los sistemas de descentralización de la gestión mediante la puesta en marcha de la Dirección Participativa por Objetivos (DPO) y la firma del Contrato de Gestión Asistencial entre la GAP del 061 de Madrid y el Insalud.
El SERCAM nace en 1997 a propuesta del Consejero de Presidencia en la que se aprueba el desarrollo del Servicio de Emergencia y Rescate de la Comunidad de Madrid. Se crea en la Consejería de Presidencia, dentro del ámbito de la Dirección General de Protección ciudadana y bajo la operatividad del Cuerpo de Bomberos de la Comunidad de Madrid. En 1996, como experiencia piloto, se pone en funcionamiento un helicóptero medicalizado en el parque de Bomberos de Lozoyuela. En 1997 comienza a funcionar un segundo helicóptero medicalizado ubicado en el parque de Bomberos de Las Rozas.
En 1999 fue traspasada la Dirección General de Protección ciudadana de la Consejería de Presidencia a la Consejería de Medio Ambiente. En el 2000 se atribuye a la Consejería de Sanidad la competencia para la prestación del Servicio de Emergencia y Rescate de la Comunidad de Madrid (SERCAM), y se asigna a la Dirección General de Sanidad la Coordinación de las Urgencias y Emergencias Sanitarias de la Comunidad de Madrid.

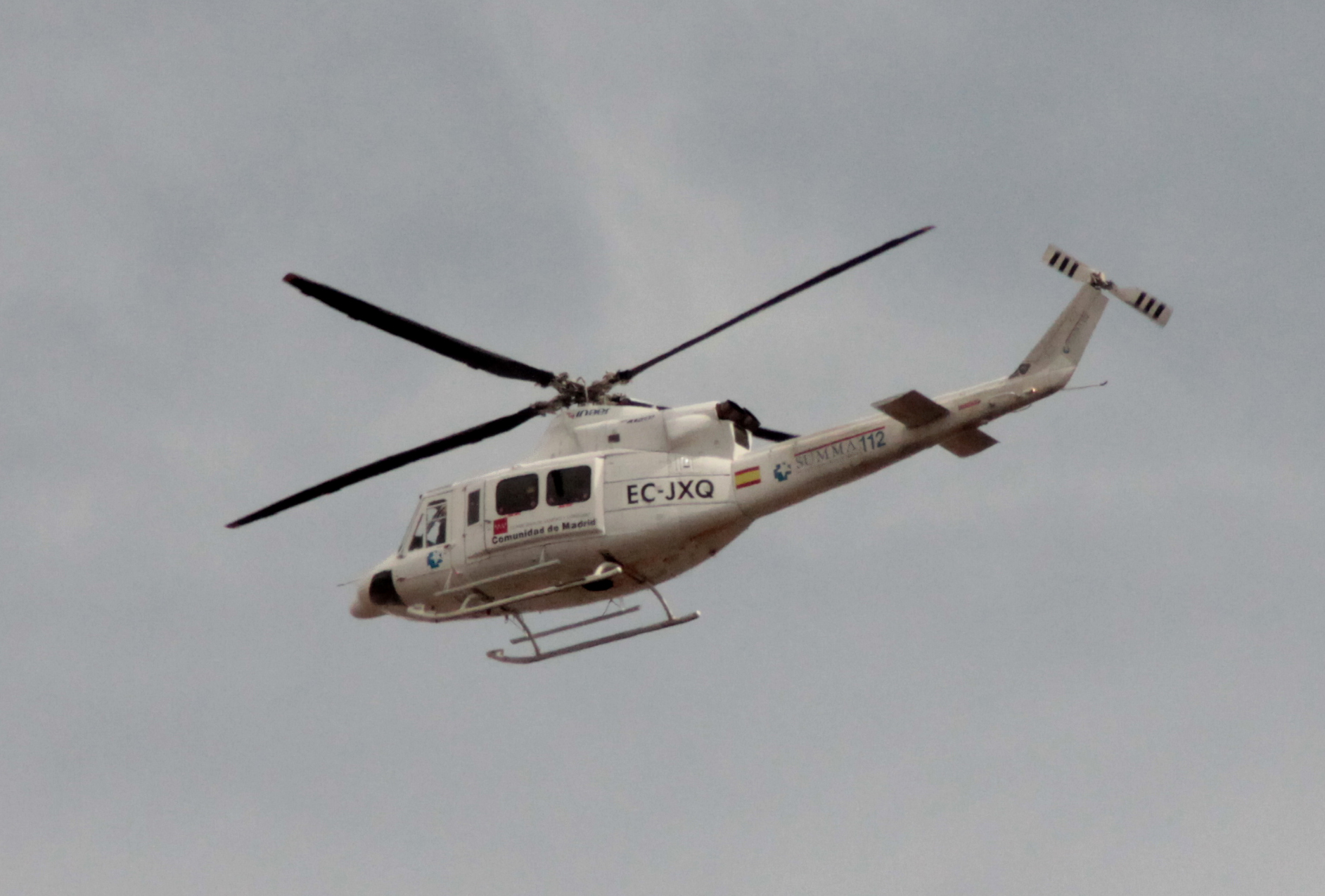
Helicóptero Bell 412 del SUMMA 112.

En 2001, tras el traspaso de competencias sanitarias a la comunidad autónoma, la ley de Ordenación Sanitaria de la Comunidad de Madrid contempla la prestación del Servicio de Urgencias, Emergencias y Catástrofes en un único sistema integrado.
En 2004 se aprueba por parte de la Consejería de Sanidad y Consumo de la Comunidad de Madrid el Plan Integral de Urgencias y Emergencias de la Comunidad de Madrid, a fin de abordar la coordinación funcional de los servicios de urgencia hospitalaria y extrahospitalaria, la adecuación del transporte sanitario urgente, la adecuación de la atención a la urgencia de alta complejidad y la mejora del funcionamiento de los dispositivos asistenciales. De la aplicación de este plan, es asignado al SUMMA 112 la atención urgente de todos los servicios de urgencias de Atención Primaria, el despliegue de dieciséis Unidades de Atención Domiciliaria (UAD) y diez Vehículos de Intervención Rápida (VIR) para la cobertura de la urgencia en toda la Comunidad de Madrid.
En 2005 se hace efectivo el cambio de gestión de los SUAPs al SUMMA 112, y por delegación de la Dirección General del Servicio Madrileño de Salud, se transfiere la gestión del Transporte Sanitario urgente y no urgente de la Comunidad de Madrid al SUMMA 112.